# 1160
Évszázadok: 11. század – 12. század – 13. század
Évtizedek: 1110-es évek – 1120-as évek – 1130-as évek – 1140-es évek – 1150-es évek – 1160-as évek – 1170-es évek – 1180-as évek – 1190-es évek – 1200-as évek – 1210-es évek
Évek: 1155 – 1156 – 1157 – 1158 –  1159 – 1160 – 1161 – 1162 – 1163 – 1164 – 1165

## Események
- VII. Károly követi IX. Eriket a svéd trónon.
- II. Yasovarman követi nagybátyját, II. Dharanindravarmant a Khmer Birodalom trónján.

## Születések
I. Tamar grúz királynő

## Halálozások
- május 18. – IX. Erik svéd király
- II. Dharanindravarman khmer uralkodó
- Dzsabalí – perzsa költő